# Guillaume Soro
Guillaume Soro, född 8 maj 1972 i Diawala i Savanes, var Elfenbenskustens premiärminister 2007–2012.
Han var äldste sonen i en mindre bemedlad familj i byn Diawala, i nordligaste delen av Elfenbenskusten, några kilometer från gränsen till Mali. Han studerade vid katolska skolor och är fortfarande bekännande katolik.
Det var som ledare för landets studentorganisation i Abidjan som han först blev känd för sina ledaregenskaper.
Efter att en kort tid ha suttit fängslad under den dåvarande presidenten Henri Konan Bédié flyttade Soro till Frankrike för att studera juridik. År 2000 återvände han till Elfenbenskusten där han tillfrågades om att bli ordförande för det politiska ungdomsförbund vars moderparti leddes av hans senare motståndare, Laurent Gbagbo.
Men Soro valde istället att liera sig med de militärer som försökte störta president Gbagbo i ett kuppförsök, vilket utlöste ett inbördeskrig där rebellerna tog makten över landets norra del. Som ett led i ett fredsavtal mellan de forna ärkefienderna, som slöts i mars 2007, utsågs Soro till landets premiärminister.
I juli 2023 utsågs en undersökningsdomare i Paris för utreda mordet i april 2011 på Ibrahima Coulibaly, en rebellledare i Elfenbenskusten, där Soro tros ha varit inblandad i mordet..